# Röthenbach (Allgäu)
Röthenbach (Allgäu) er en kommune i Landkreis Lindau, i regierungsbezirk Schwaben, i den tyske delstat Bayern. Den administrationsby for Verwaltungsgemeinschaft Argental.

## Geografi
Röthenbach ligger i Region Allgäu. Kommunen ligger mellem Alperne og Bodensøen.

## Historie
Röthenbach er nævnt første gang i 866 .
Området hørte under Kloster Mehrerau ved Bregenz og fra 1097 til Grevskabet Bregenz.
1. februar 1771 postlinjen Bregenz-Weiler/Dorenwaid-Kempten åbnet, som førte over Röthenbach til Kimpflen.
Efter Freden i Pressburg (1805) blev kommunen en del af Bayern. Den nuværende kommune blev dannet i 1818.

## Trafik
I 1893 blev jernbanelinjen Röthenbach–Weiler åbnet, og i 1901 forbindelsen til Scheidegg.
Röthenbach har nu en station på Allgäubahn (München – Lindau), som ligger 2 km vest for landsbyen Oberhäuser.

## Fodnoter
1. ↑  "Aus der Geschichte der Gemeinde Röthenbach (verfasst von G. Kleber, Volksschullehrer in Röthenbach)". Arkiveret fra originalen 24. oktober 2007. Hentet 25. januar 2009.